# روبرت ك. كار
روبرت ك. كار (بالإنجليزية: Robert K. Carr)‏ هو عالم سياسة أمريكي، ولد في 15 فبراير 1908 في كليفلاند في الولايات المتحدة، وتوفي في 21 فبراير 1979 في إليريا في الولايات المتحدة.